# Erythroxylum densum
Erythroxylum densum är en tvåhjärtbladig växtart som beskrevs av Henry Hurd Rusby. Erythroxylum densum ingår i släktet Erythroxylum och familjen Erythroxylaceae. Inga underarter finns listade i Catalogue of Life.